# Herbert Britz
Herbert Britz (* 17. Dezember 1917 in Köln; † 29. März 2011 ebenda) war ein deutscher Arzt sowie Mitbegründer und erster Vorsitzender des Marburger Bundes.

## Leben
Herbert Britz war Sohn des Kölner Bankdirektors Wilhelm Britz und der Postbeamtin Sanna Britz. Er wurde zu Hause katholisch geprägt. Nach dem Abitur (1937) am damaligen Real-Pro-Gymnasium Nippes wurde er nur garnisonverwendungsfähig gemustert und vom Wehrdienst zurückgestellt.
Britz studierte dann an der Universität zu Köln Medizin. Nach dem Physikum 1939 ging er für das erste klinische Semester nach München, da Köln als frontnah geschlossen war. Er bestand das Staatsexamen 1941 und promovierte 1942 bei Coerper mit einer medizinhistorischen Arbeit über Das Hebammenwesen in der Hansestadt Köln. Seine erste Stelle als Assistenzarzt in der Chirurgie trat er im Krankenhaus Köln-Mülheim an. Er war dort Nachfolger von Ottmar Kohler, der als Feldarzt bei der 6. Armee in Stalingrad diente. Als dieses Krankenhaus am 28. Oktober 1944 durch Bomben zerstört wurde, musste er als Chef eines Verbandplatzes zur Organisation Todt in den Kriegseinsatz an den Westwall bei Wassenberg. Zuvor konnte er noch heiraten. Aus der Ehe mit der Kindergärtnerin Anneliese Britz (1921–2001) hatte er sechs Kinder.
Als aus dem Krieg heimgekehrter Mediziner und vorerst unbezahlter Assistenzarzt am Köln-Ehrenfelder St. Franziskus-Hospital und Obmann seiner Mitassistenten (später Oberarzt, dann Stationen an den Krankenanstalten Köln-Merheim sowie an der chirurgischen Poliklinik der Universität zu Köln), initiierte er 1946 mit die Gründung einer Arbeitsgemeinschaft der Jungärzte innerhalb der Ärztekammer, die enormen Zulauf erhielt. So wurde er dann von dieser AG als Delegierter zu der 1947 vom AStA der Universität Marburg einberufenen Versammlung von Medizinstudenten und Jungärzten aller vier Besatzungszonen gesandt, die dort eine Interessenvertretung der Jungärzte gründeten.
Auf der ersten Versammlung aller Marburger 1948 wurde er zum ersten Vorsitzenden der später Marburger Bund genannten Ärzte-Gewerkschaft gewählt, die daraufhin ihren Sitz in Köln nahm. Dieses Amt behielt er bis zu seinem Ausscheiden aus dem Angestelltenverhältnis und der Niederlassung als Praktischer Arzt in Köln im Jahre 1952. Britz war zuletzt Facharzt für Allgemeinmedizin, Chirurgie und Arbeitsmedizin. Er schied aus, weil er sich wegen seiner Kinder um eine Niederlassung bewarb. Er hatte dabei wegen seiner Kinderzahl und trotz seiner Jugend Erfolg, nicht zuletzt auch, weil er im nicht zerstörten Haus seiner Schwiegereltern Praxisräume garantieren konnte. Er wurde 1954 zum Ehrenmitglied des Bundes ernannt. Britz war auch Mitbegründer des Hartmannbundes und dort stellvertretender Vorsitzender des Landesverbandes Nordrhein.
Britz engagierte sich politisch in der CDU, war von 1952 bis 1969 Mitglied des Kölner Stadtrates und dort im Sportausschuss tätig. Bis ins hohe Alter war er aktiv beim Kölner Bund Neudeutschland beziehungsweise bei der Gemeinschaft Katholischer Männer und Frauen (KMF). Außer bei der Ärztekammer Nordrhein wirkte er lange Zeit bei der Kassenärztlichen Vereinigung an verantwortlichen Stellen zuletzt als Vorsitzender mit.
Britz starb 2011 im Alter von 93 Jahren und wurde in der Familiengrabstätte auf dem Kölner Melaten-Friedhof beigesetzt.

## Ehrungen
Für seine Verdienste als Ärztefunktionär erhielt er zahlreiche Auszeichnungen, darunter den Ehrenreflexhammer des Marburger Bundes, die Hartmann-Thieding-Plakette des Hartmannbundes, das Bundesverdienstkreuz 1. Klasse und zuletzt das Große Bundesverdienstkreuz. Postum wurde ihm 2011 die Paracelsus-Medaille, die höchste Auszeichnung der deutschen Ärzteschaft, verliehen.